# Tuburbo Maior
Tuburbo Maior (em latim: Thuburbo Majus, Thuburbo Maius) ou Colónia Júlia Aurélia Cómoda (português europeu) ou Colônia Júlia Aurélia Cômoda (português brasileiro) (Colonia Julia Aurelia Commoda) foi uma cidade romana com origem cartaginesa situada no que é hoje o norte da Tunísia. Atualmente é um sítio arqueológico de grandes dimensões, localizado 60 km a sudoeste de Tunes, a antiga Cartago, em pleno campo, sem localidades por perto, na delegação de El Fahs, província de Zaghouan.
A cidade situava-se numa das principais vias terrestres norte-africanas, que ligava Cartago ao deserto do Sara, passando por várias cidades importantes como Sbiba, Sufes e Sufétula. Alguns trechos da antiga estrada romana chegaram aos nossos dias em bom estado.
Foi originalmente uma cidade cartaginesa, que foi depois refundada como uma colónia de veteranos de guerra por Augusto, em 27 d.C., a fim de ali recomeçarem a sua vida como civis, com terras que lhes eram oferecidas como recompensa. A sua localização estratégica e o acesso a rotas comerciais contribuíram para que se tornasse uma cidade importante. A maior parte da cidade foi construída na segunda metade do século II e restaurada no século IV, após a crise do terceiro século. Foi dotada de um capitólio em 168. Foi um centro importante de produção de cereais, azeite e fruta. No reinado de Adriano (r. 117–138) foi elevada a município, o que contribuiu para que crescesse em riqueza; Cómodo elevou-a a colónia.

## Escavações

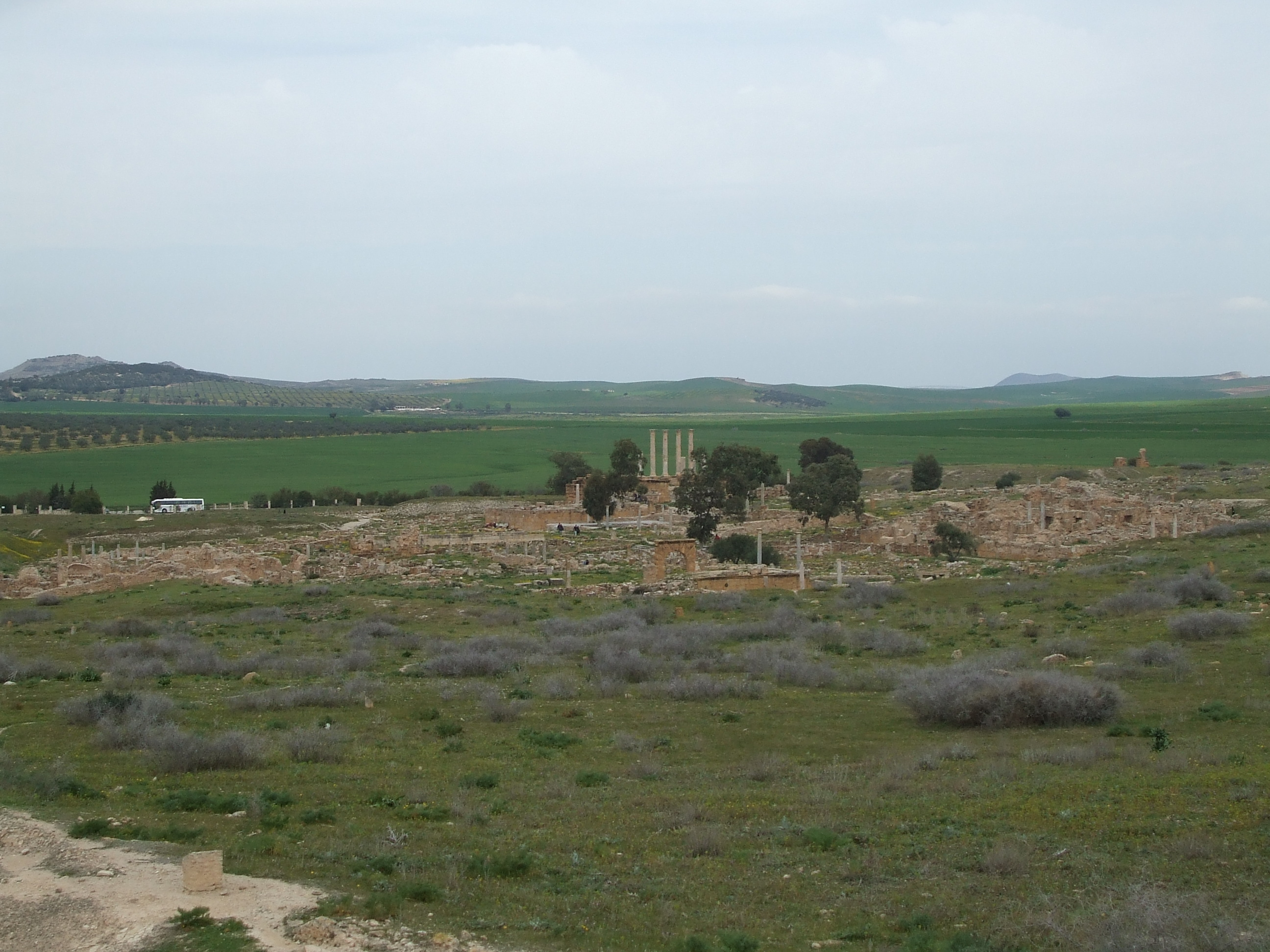
Tuburbo Maior

Durante as escavações de 1916 foi descoberto um templo tetrastilo, decorado com estátuas de Apolo, Vénus, Baco, Silvano, dos Dióscuros e de um sátiro. Foram também encontrados três vasos perfume com imagens de cães perseguindo coelhos. Em 1920 foi encontrada uma inscrição  escrita em homenagem a Cneu Vécio Sabiniano, tendo-se comprovado que outras inscrições com o mesmo nome se referiam à mesma pessoa.
Em 1925 foram escavadas as ruínas das chamadas casas de Baco e Ariadne, datadas do início do século V. Os arqueólogos consideraram a cidade um sítio valioso, nomeadamente devido ao achado de de vestígios de preparação de comida numa horta; esta descoberta e outras lançam alguma luz sobre como poderia ser a vida quotidiana na Roma Antiga.
Os mosaicos encontrados na cidade são do final do século IV. Apresentam temas da natureza, como uma natureza-morta de comida e mar cheio de peixe com jovens pescando em barcos. Outro mosaico mostra uma Vénus nua numa carruagem, rodeada de plantas para representar o bem estar e fertilidade.
Não há edifícios completos e nenhum foi reconstruído, mas há ruínas de um fórum, um anfiteatro, templos, termas, etc. O sítio não está completamente escavado.